# Славотин
Славотин (болг. Славотин) — село в Болгарии. Находится в Монтанской области, входит в общину Монтана. Население составляет 474 человека.

## Политическая ситуация
В местном кметстве Славотин, в состав которого входит Славотин, должность кмета (старосты) исполняет Личко  Цолов Цолов (Союз свободной демократии (ССД)) по результатам выборов правления кметства.
Кмет (мэр) общины Монтана — Златко Софрониев Живков (независимый) по результатам выборов в правление общины.

## Известные уроженцы
- Коралов, Эмил (1906—1986) — болгарский писатель, поэт, журналист, издатель, редактор. Лауреат Димитровской премии (1952).